# TOCA (seria)
TOCA lub Race Driver – seria gier stworzona i wydana przez Codemasters, w pierwszej części skupiająca się wyłącznie na mistrzostwach British Touring Car Championship, a w późniejszych rozszerzyła zakres do innych wyścigów samochodowych.
W latach 2007–2008 wydano gry pod tytułami Race Driver: Create and Race oraz Race Driver: Grid. Od 2013 roku seria jest kontynuowana pod nazwą Grid.

## Gry z serii
- TOCA Touring Car Championship (1997[1])
- TOCA 2 Touring Cars (1999[2])
- TOCA World Touring Cars (2000)
- TOCA Race Driver (2003[3])
- TOCA Race Driver 2 (2004[4])
- TOCA Race Driver 3 (2006[5])
- Race Driver: Create and Race (2007[6])

## SeriaGrid
- Grid (2008[7])
- Grid 2 (2013[8])
- Grid: Autosport (2014[9])
- Grid (2019)
- Grid Legends (2022)